# Гьошо Бояджиев
Гьошо Боджиев е революционер, тиквешки деец на Вътрешната македоно-одринска революционна организация, участник в комунистическата съпротива във Вардарска Македония в годините на Втората световна война.

## Биография
Гьошо Бояджиев е роден на 1 май 1892 година в тиквешкото село Ваташа в занаятчийско семейство, занимаващо се с бояджийство и земеделие. Завършва основно образование във Ваташа и прогимназия в Гевгели. Оше млад се включва в революционното движение. В 1913 година по време на Междусъюзническата война участва в Тиквешкото въстание на ВМОРО срещу новоустановената сръбска власт.
В 1914 година при избухването на Първата световна война е мобилизиран в сръбската армия. Попада в австро-унгарски плен.
След войната живее в България, където се занимава с търговия и се замогва.
В 1926 година се връща във Ваташа, където подпомага комунистическото движение. В 1938 година участва заедно със Страшо Пинджур, Блажо Чекоров, Глигор Гурев, Кръсте Миндев, Драган Джунов, Владо Димов, Тефо Въчков, Киро Пачаджиев в комунистическата агитация за листата на Земеделската партия в блока на Обединената опозиция, чийто кандидат е д-р Илия Чулев. В средата на август 1939 година заедно със Страшо Пинджур и Ристо Михов възстановяват дейността на Комунистическата партия на Югославия в Тиквеш, която е заглъхнала за 20 години след Обзнаната. Влиза в първия Местен комитет на партията заедно с Перо Угуров, Мито Хадживасилев, Киро Спанджов и Ристо Джунов. В 1941 година става срезки началник в Рожден, където също развива комунистическа дейност.
От края на 1941 до началото на 1942 година в къщата на Бояджиев работи комунистическа печатница, ръководена от Джунов. През есента и зимата на 1942 година Бояджиев укрива в къщата си нелегални партизани – Мито Хадживасилен и Димитър Ангелов.
След войната работи като служител в комунално-търговското предприятие „Рекопс“. Загива през септември 1956 година при злополука при сриването на рида Градот край Моклище.